# Монро (округ, Флорида)
Шаблон:StateAbbr_ 25°07′ пн. ш. 81°09′ зх. д. / 25.12° пн. ш. 81.15° зх. д.
Округ Монро (англ. Monroe County) — округ (графство) у штаті Флорида, США. Ідентифікатор округу 12087.

## Історія
Округ утворений 1823 року.

## Демографія
За даними перепису 2000 року загальне населення округу становило 79589 осіб, зокрема міського населення було 73948, а сільського — 5641. Серед мешканців округу чоловіків було 42379, а жінок — 37210. В окрузі було 35086 домогосподарств, 20387 родин, які мешкали в 51617 будинках. Середній розмір родини становив 2,73.
Віковий розподіл населення поданий у таблиці:
| Стать    | До 15 років | 15-21 | 22-29 | 30-39 | 40-49 | 50-65 | 65-85 | Понад 85 |
| -------- | ----------- | ----- | ----- | ----- | ----- | ----- | ----- | -------- |
| Чоловіки | 5862        | 2692  | 3814  | 6735  | 7966  | 9443  | 5492  | 375      |
| Жінки    | 5405        | 2313  | 3173  | 5806  | 7089  | 7643  | 5180  | 601      |

## Суміжні округи
- Колльєр — північ
- Маямі-Дейд — схід / північ